# Windows Home Server 2011
Windows Home Server 2011 poartă numele de cod "Vail".

## Caracteristici noi

### Accesibilitate ușoară (Easy Accessibility)
Caracteristica Silverlight se bazează pe Remote Access și permite redarea de conținut multimedia 
prin intermediul internetului. În acest fel utilizatorii pot accesa fișierele lor de media de oriunde 
prin intermediul cloud (nor). Utilizatorii de acasă au avantaj care constă în 
faptul că pot vizualiza fișiere media fără a le descărca. 

### Formate și extensii suportate
Formate: MPEG-4, 3GP, H.264, ADTS, AVI, MPEG-2, AAC, MP3, LPCM, MPEG-1, MPEG-2 și AC3.
Extensii: MP4, M4A,.. MOV, GP 0.3, 0.3 G2, AAC,.. AVI,. M2T,. M2ts, și . MTS

### DLNA (Digital Living Network Alliance)
Windows Home Server 2011 oferă mai multe opțiuni de conectivitate îmbunătățită mass-media în comparație cu predecesorul său. Păstrarea în vedere că mulți consumatori de pe piața SUA au DLNA (Digital Living Network Alliance) dispozitive compatibile, Microsoft a fost destul de inteligent pentru a oferi functionalitate DLNA streaming. Dispozitivele certificate DLNA permite produselor să încărcați, joacă și face conținut. Unele dintre dispozitivele utilizate pe scară largă DLNA includ: console de jocuri, Wi-Fi activat aparate foto digitale, difuzoare fără fir, utilizatorii de Windows Home Server etc, cu ajutorul lor de televizoare, combine muzicale, Xbox 360 (în Windows Media Center Mode) și alte dispozitive pot găsi automat serverul de acasă (prin rețeaua de acasă) și clipuri video stream, muzică și fotografii de la ea.

### Suport HomeGroup
Home Group simplifică procesul de partajare de pe o rețea de domiciliu pe bază. Acest lucru este destul de la îndemână pentru gospodăriile de familie cu mai multe computere pentru a imprima, partaja și acces la fișierele lor de convenabil. În plus față de Windows Home Server 2011 un grup de Home, utilizatorii pot avea un mecanism centralizat pentru stocarea conținutului lor. 

### Suport pentru Streaming și transcodare
Windows Home Server are o gamă largă de sprijin codec, oferind utilizatorilor să flux o gamă mai largă de conținut media decât predecesorul său. Home Server transcodes orice fișier video sau audio (e) pentru alte formate și rezoluții cazul în care conținutul nu este jucat. Codurile acceptate includ următoarele: 3GP, AAC, AVCHD, MPEG-4, WMV, și WMA. Cele mai multe AVI, DivX, MOV, și fișierele Xvid sunt de asemenea suportate. Așa cum am menționat mai devreme, MPEG2 și AC3 este planificată a fi furnizate în versiunea de lansare. 

### Backup System Client
O noua caracteristica a Windows Home Server este că utilizatorii pot crea o copie de rezervă a bazei de date a PC-ului clientului backup. Acest lucru înseamnă că de rezervă a unui sistem poate fi în continuare salvate pe serverul de acasă. În plus, atunci când software-ul conectorul este eliminat de la un PC vechi, utilizatorii se oferă opțiunea de backup la datele de la acest sistem pentru serverul de acasă. Acest computer Backup Arhivarea facilitate poate fi folosit pentru a conținut salvat la un server acasă pentru un sistem centralizat scoase din uz. De asemenea, este demn de menționat aici că astfel de computer (e) nu sunt incluse în limita de 10 de backup computer. 

### Control mai mult
Tabloul de bord a înlocuit Windows Home Server Consola și este noua unitate de control central al sistemului de operare. De la tabloul de bord utilizatorii pot efectua toate sarcinile necesare pentru a gestiona și a menține pe server. Aceasta include, accesarea conținutului, crearea de utilizatori, de gestionare a rețelei, de rezervă, precum și gestionarea / performante streaming și opțiuni de acces de la distanță. În fapt, Tabloul de bord se poate fi accesate de la distanță de către utilizatorii cu permisiuni corespunzătoare.

### Foldere partajate și status actualizat
Fiecare folder afișează acum statutul sale de sincronizare propriu și alerte, precum și reflectă ca actualizare de stare. 

### Add-ins
Versiunea anterioară a Windows Home Server a devenit faimos pentru caracteristica sale Add-in-uri. În noua versiune, mai multe îmbunătățiri au fost aduse SDK-ul pentru a oferi dezvoltatorilor posibilitatea de a construi aplicații chiar mai bine pentru Vail. Unele dintre noi capacități includ următoarele:
- Formulare Windows bazate pe WPF (Windows Presentation Foundation) file bazate pe control.
- Abilitatea de a adăuga mai multe date la filele existente, cum ar fi sarcină, coloane, detalii, etc
- Sarcinilor comune și link-urile în comunitate poate fi adăugate prin pagina de start.
- Pagina principală este extensibilă: Se pot adăuga sarcini comune și link-uri în comunitate
- Categorii și sarcini pot fi adăugate la Launchpad
- Utilizatorii pot adăuga link-ul lor într-o secțiune serviciu online, de a crea elemente noi în bara de meniu și de a crea noi gadget-uri pentru pagina de start.
- SDK-ul poate ajuta utilizatorii să construiască propriul set de furnizori, prin intermediul noului cadru cunoscut sub numele de "Provider-frame"
- Modele și exemple pot fi incluse pentru a ajuta dezvoltatorii de add-in.

## Cerințe minime de sistem
Cerințele minime sunt:
- Procesor: 1.4 GHz x64
- RAM: 2 GB RAM (minim)
- Spațiu pe HDD: 160 GB